# Natalia Liwycka-Chołodna
Natalia Andrijiwna Liwycka-Chołodna (ukr. Наталя Андріївна Лівицька-Холодна, ur. 15 czerwca 1902 w chutorze Helmiazew k. Złotonoszy, zm. 28 kwietnia 2005 w Toronto) – ukraińska poetka.

## Życiorys
Była córką Andrija, ostatniego premiera Ukraińskiej Republiki Ludowej, z którym w 1919 wyemigrowała. Uczyła się w gimnazjach w Złotonoszy, po emigracji studiowała na Uniwersytecie Karola w Pradze, później przeniosła się do Polski - najpierw do Tarnowa, później w 1927 do Warszawy, gdzie studiowała filologię. Była jedną z organizatorów grupy literackiej "Tank" - wraz z Jurijem Łypą i Jewhenem Małaniukiem. W 1944 udała się na emigrację do RFN, po II wojnie światowej znalazła się w obozie dla przesiedleńców, potem była członkinią ugrupowania literackiego MUR. W 1950 wyjechała do Yonkers w USA, gdzie działała w Związku Ukrainek Ameryki, a później do Kanady. Należała do poetów tzw. szkoły praskiej, uprawiała lirykę miłosną i patriotyczną. Opublikowała poezji: Wohoń i popił (1934), Sim liter (1937) i Poeziji stari i nowi (USA, 1986). Poza tym tłumaczyła poezję francuską i włoską.